# Onychiurus reluctoides
Espèce
Onychiurus reluctoides est une espèce de collemboles de la famille des Onychiuridae.

## Distribution
Cette espèce est endémique d'Indiana aux États-Unis. Elle se rencontre dans la grotte JJ's Sister Cave à Bryantsville dans le comté de Lawrence.

## Description
Les mâles mesurent de 1,0 à 1,6 mm et les femelles de 1,25 à 1,5 mm.

## Publication originale
- Pomorski, Furgoł & Christiansen, 2009 : Review of North American Species of the Genus Onychiurus (Collembola: Onychiuridae), with a Description of Four New Species from Caves. Annals of the Entomological Society of America, vol. 102, no 6, p. 1037-1049.